# Lucas Braathen
Lucas Pinheiro Braathen (Oslo, 19 de abril de 2000) é um esquiador alpino norueguês-brasileiro. Ele representa o clube desportivo Bærums SK. É considerado uma das grandes revelações do esqui alpino mundial. Ele anunciou sua aposentadoria das corridas da Copa do Mundo em 27 de outubro de 2023, um dia antes do evento de abertura da nova temporada em Sölden, na Áustria. No dia 7 de março de 2024 anunciou que retornaria ao esporte, representando o Brasil.

## Biografia
Lucas é filho do norueguês Bjørn Braathen e da brasileira Alessandra Pinheiro de Castro, natural do estado de São Paulo. Seus pais se conheceram em um voo para Miami. Ele é fã de Ronaldinho Gaúcho, e treinava em um clube de futebol quando criança, mas as atividades eram suspensas constantemente pelo rigoroso inverno e ele ficava sem praticar o esporte. Enquanto isso, seu pai o fez praticar um esporte durante os meses mais frios. Experimentou o esqui alpino pela primeira vez quando tinha nove anos, “Eu não queria esquiar! Meu pai me levava, mas não gostava, era muito frio. Eu chegava a falar que estava doente para não ir! Com nove anos resolvi tentar e na primeira descida eu vi que era muito ruim em relação às outras crianças, mas nas outras tentativas eu vi que estava melhorando e resolvi continuar”.

## Carreira
No Campeonato Mundial Júnior de 2019, ele terminou em sexto e décimo primeiro, seguido por uma medalha de prata no super-G e uma medalha de bronze no evento combinado no Campeonato Mundial Júnior de 2019. Ele fez sua estreia na Copa do Mundo de Esqui Alpino da Federação Internacional de Esqui (FIS) em dezembro de 2018 em Vale de Isère, onde também conquistou seus primeiros pontos na Copa do Mundo com um 26º lugar. Ele venceu sua primeira corrida durante a temporada 2020-21, vencendo o slalom gigante em Sölden, também foi seu primeiro pódio. Em 2022, ele venceu seu primeiro Slalom na corrida Lauberhorn em Wengen, passando do 29º lugar após a primeira corrida para o primeiro lugar após a segunda corrida, o maior salto para a vitória já registrado.
A 27 de outubro de 2023, Braathen anunciou surpreendentemente o fim da sua carreira aos 23 anos. O motivo foi uma disputa com a Associação Norueguesa de Esqui sobre os seus direitos de comercialização. Criticou ainda o facto de ter sido exposto durante meses a uma campanha mediática negativa que o retratava como egoísta e ganancioso. Uma semana antes, também tinha criticado o desenho do calendário de corridas da FIS, que não lhe permitia participar em mais corridas Super-G no futuro.
A 6 de março de 2024, Braathen disse ao Globo Esporte que deseja regressar ao Mundial de Esqui Alpino pela Associação Brasileira de Esqui.
A 27 de outubro de 2024, Braathen competiu na sua primeira corrida da Taça do Mundo pelo Brasil, onde conquistou imediatamente pontos na Taça do Mundo com o quarto lugar. Estes foram também os primeiros pontos em Taças do Mundo para um piloto de esqui brasileiro.

## Vida pessoal
Em 17 de junho de 2025, tornou público seu relacionamento com a atriz brasileira Isadora Cruz.

## Resultados da Copa do Mundo

### Classificação da temporada
| Temporada | Idade | Geral | Slalom | Slalom Gigante | Super-G | Downhill | Combinado | Paralelo |
| --------- | ----- | ----- | ------ | -------------- | ------- | -------- | --------- | -------- |
| 2019      | 18    | 147   | —      | 51             | —       | —        | —         | N/A      |
| 2020      | 19    | 20    | 18     | 9              | —       | —        | —         | 5        |
| 2021      | 20    | 31    | —      | 6              | —       | —        | —         | 18       |
| 2022      | 21    | 9     | 4      | 4              | —       | —        | —         | —        |
| 2023      | 22    | 4     | 1      | 7              | 39      | —        | —         | —        |

Classificação até 8 de março de 2024

### Pódios de corrida
|          |                |        |   |
| Total    | Slalom gigante | Slalom |   |
|          |                |        |   |
| Vitórias | 2              | 1      | 1 |
| Pódios   | 2              | 1      | 1 |

| Temporada |                        |                          |                |    |
| Data      | Localização            | Disciplina               | Posição        |    |
| 2021      | 18 de outubro de 2020  | Sölden, Áustria          | Slalom gigante | 1º |
| 2022      | 16 de janeiro de 2022  | Wengen, Suíça            | Slalom         | 1º |
| 2022      | 22 de janeiro de 2022  | Kitzbühel, Áustria       | Slalom         | 2º |
| 2022      | 12 de março de 2022    | Kranjska Gora, Eslovênia | Slalom gigante | 2º |
| 2022      | 19 de março de 2022    | Courchevel, França       | Slalom gigante | 2º |
| 2023      | 11 de dezembro de 2022 | Vale de Isère, França    | Slalom         | 1º |
| 2023      | 18 de dezembro de 2022 | Alta Badia, Itália       | Slalom gigante | 1º |
| 2023      | 8 de janeiro de 2023   | Adelboden, Suíça         | Slalom         | 1º |
| 2023      | 15 de janeiro de 2023  | Wengen, Suíça            | Slalom         | 3º |
| 2023      | 22 de janeiro de 2023  | Kitzbühel, Áustria       | Slalom         | 3º |
| 2023      | 24 de janeiro de 2023  | Schladming, Áustria      | Slalom         | 3º |
| 2023      | 19 de março de 2023    | Soldeu, Andorra          | Slalom         | 2º |